# ناحیه ترونگسا
ناحیه ترونگسا (به لاتین: Trongsa District) یک ناحیه در بوتان است. ناحیه ترونگسا ۱٬۸۰۷ کیلومتر مربع مساحت و ۱۹٬۹۶۰ نفر جمعیت دارد.